# ランドルフ・オドゥバー
- ランドルフ・オドゥバー
- ランドルフ・オデュベル

ランドルフ・オドゥバー（Randolph F. Oduber、1989年3月18日 - ）は、オランダ自治領アルバ・パラデラ出身のプロ野球選手（外野手）。左投右打。
日本ではオデュベルと表記されることが多い。

## 経歴

### プロ入り前
オランダ領アルバ出身。2008年にアメリカ合衆国に渡り、ウェスタン・オクラホマ州立短期大学に入学。
2009年にサンフランシスコ・ジャイアンツからドラフト48巡目（全体1437位）で指名されたが入団には至らなかった。

### プロ入りとナショナルズ傘下時代
2010年のMLBドラフト32巡目（全体956位）でワシントン・ナショナルズに入団。
2013年開幕前の3月に開催された第3回WBCのオランダ代表に選出された。
2014年9月2日に第1回フランス国際野球大会のオランダ代表に選出された。同大会でオランダ代表は初代優勝国となった。
大会終了後の12日に第33回ヨーロッパ野球選手権大会のオランダ代表に選出された。同大会ではオランダ代表が大会の記録である自国の20回の優勝を塗り替える3大会振り21度目の優勝を果たした。
2015年オフの10月12日に第1回WBSCプレミア12のオランダ代表候補選手36名に選出され、10月20日に第1回WBSCプレミア12のオランダ代表選手28名に選出された。
2016年開幕前にナショナルズを解雇された。ナショナルズではAA級で13試合に出場したのが最高で、殆どがA級以下でのプレーだった。

### ナショナルズ退団後
2016年シーズン途中にオランダ・ホーフトクラッセのキュラソー・ネプテューヌスと契約を結んだ。
オフの8月25日に第2回フランス国際野球大会のオランダ代表に選出された。9月7日に第34回ヨーロッパ野球選手権大会のオランダ代表に選出された。両大会で優勝を果たした。
2016年10月18日に日本代表との強化試合のオランダ代表に選出された。日本代表との強化試合を行う前の11月1日に、オランダ代表経験者のダシェンコ・リカルドと共にアメリカン・アソシエーションのリンカーン・ソルトドッグスと契約を結んだ。
2017年開幕前の2月7日に同年のアメリカ遠征のオランダ代表に選出された。2月9日に第4回WBCのオランダ代表に選出され、2大会連続2度目の選出を果たした。
2018年4月4日にファーゴ・ムーアヘッド・レッドホークスにトレード移籍した。7月にリンカーン・ソルトドッグスに復帰し、2019年までプレーした。
2020年はイタリアンベースボールリーグのフォルティチュード・ボローニャでプレーした。
2021年はオランダ・ホーフトクラッセのホーフトドルプ・ピオニールスでプレーした。

## 選手としての特徴
スピードが最大の持ち味で、2010年はルーキーリーグを中心に47試合で18盗塁、2011年は1Aを中心に60試合で25盗塁を記録している。
2012年はA+級のカロライナリーグで四球14に対して三振は77であり、選球眼に乏しいのが課題である。

## 詳細情報

### 表彰
国際大会
- WBSCプレミア12 ベストナイン：1回 （2015年）

### 代表歴
- 2013 ワールド・ベースボール・クラシック・オランダ代表
- 2014年フランス国際野球大会オランダ代表
- 2014年ヨーロッパ野球選手権大会オランダ代表
- 2015 WBSCプレミア12 オランダ代表
- 2016年フランス国際野球大会オランダ代表
- 2016年ヨーロッパ野球選手権大会オランダ代表
- 2017 ワールド・ベースボール・クラシック・オランダ代表
- 2019年ヨーロッパ野球選手権大会オランダ代表